# Liechtenstein na Letnich Igrzyskach Paraolimpijskich 1992
Liechtenstein na Letnich Igrzyskach Paraolimpijskich 1992 w Barcelonie reprezentowało 3 zawodników. Był to trzeci występ Liechtensteinu na letnich igrzyskach paraolimpijskich (po startach w 1984 i 1988 roku). 

## Wyniki

### Tenis stołowy
| Zawodnik         | Konkurencja                   | Faza grupowa     | Faza grupowa     | Faza grupowa     | Faza grupowa | 1/64 finału      | 1/32 finału           | 1/16 finału      | 1/8 finału        | Ćwierćfinały     | Półfinały        | Finał            | Pozycja | Źródło |
| Zawodnik         | Konkurencja                   | Przeciwnik Wynik | Przeciwnik Wynik | Przeciwnik Wynik | Pozycja      | Przeciwnik Wynik | Przeciwnik Wynik      | Przeciwnik Wynik | Przeciwnik Wynik  | Przeciwnik Wynik | Przeciwnik Wynik | Przeciwnik Wynik | Pozycja | Źródło |
| ---------------- | ----------------------------- | ---------------- | ---------------- | ---------------- | ------------ | ---------------- | --------------------- | ---------------- | ----------------- | ---------------- | ---------------- | ---------------- | ------- | ------ |
| Peter Frommelt   | gra pojedyncza kat. 8         | Linan 2:1        | Fujii 0:2        | —                | 2            | —                | —                     | —                | Maissenbacher 0:2 | NQ               | NQ               | NQ               | 9–16    | [ 2 ]  |
| Janos Nemeth     | gra pojedyncza kat. 9         | Knabe 0:2        | Wiszniakow 2:1   | —                | 2            | —                | —                     | —                | Zijda 0:2         | NQ               | NQ               | NQ               | 9–16    | [ 3 ]  |
| Christoph Sommer | gra pojedyncza kat. 10        | Chedeau 0:2      | Vahle 0:2        | Kim Hyun-sik 1:2 | 3            | —                | —                     | —                | —                 | NQ               | NQ               | NQ               | NQ      | [ 4 ]  |
| Peter Frommelt   | gra pojedyncza kat. open 6–10 | —                | —                | —                | —            | Haase 2:0        | de la Bourdonnaye 0:2 | —                | —                 | —                | —                | —                | —       | [ 5 ]  |
| Janos Nemeth     | gra pojedyncza kat. open 6–10 | —                | —                | —                | —            | Kovács 2:1       | Zijda 0:2             | —                | —                 | —                | —                | —                | —       | [ 5 ]  |
| Christoph Sommer | gra pojedyncza kat. open 6–10 | —                | —                | —                | —            | —                | Saiki 0:2             | —                | —                 | —                | —                | —                | —       | [ 5 ]  |